# L'Étoile de Valencia
Pour plus de détails, voir Fiche technique et Distribution.
L'Étoile de Valencia est un film de Serge de Poligny sorti en 1933.

## Synopsis
Pedro avait abandonné sa femme, croyant qu'elle le trompait. Il la retrouve par hasard, devenue chanteuse dans un cabaret de Palma. Elle est embarquée de force sur l'Étoile de Valencia, un navire qui fait la traite des femmes, mais Pedro parvient à la délivrer ainsi que ses compagnes.

## Fiche technique
- Titre : L'Étoile de Valencia
- Titre italien : La Stella di Valenzia
- Réalisation : Serge de Poligny
- Scénario :
  - sur une idée de Rudolph Cartier[1] et Otto Eis
  - adaptation : Fritz Zeckendorf, Axel Rudolph
  - Dialogue : Jean Galtier-Boissière
- Producteurs : Raoul Ploquin, W. Schmidt et Alfred Zeisler
- Sociétés de production : Universal-Film A.G. (U.F.A) (Berlin) - Alliance Cinématographique Européenne (A.C.E., Paris)
- Photographie : Karl Puth
- Cadreur : Werner Brandes
- Musique : Richard Stauch, Hans-Otto Borgmann
- Parole des chansons : Paul Colline
- Durée : 88 minutes
- Distribution : Alliance Cinématographique Européenne (A.C.E., Paris)
- Procédés : 35mm (positif et négatif), Noir et Blanc, Son mono
- Date de sortie : 16 juin 1933 (source Musée Jean Gabin à Mériel) ou 24 juin 1933
- Notes : Film perdu / Version française de Der Stern von Valencia d'Alfred Zeisler (1933)

## Production
- Tourné en studio en Allemagne et en extérieurs à Palma de Majorque et à Valence (Espagne).

## Distribution
- Jean Gabin : Pedro Savedra, un mécanicien qui a abandonné sa femme à la suite d'une méprise
- Brigitte Helm : Marion, la femme de Pedro devenue chanteuse de cabaret à Palma
- Thomy Bourdelle : le capitaine Mendoza
- Lucien Dayle : Palesco, tenancier du "Paradisio"
- Paul Amiot : le capitaine Rustan
- Simone Simon : Rita
- Pierre Labry : José
- Paule Andral : Ellinor, tenancière du "Paradisio"
- Roger Karl : le commissaire
- Christian Casadesus : le lieutenant Diaz
- Pierre Sergeol : Beppo
- Joe Alex : Diego
- Ginette Leclerc : une danseuse
- Marcelle Irvin : une danseuse
- Françoise Courvoisier : une danseuse
- Paul Azaïs : un joueur du Trocadéro
- Raymond Aimos : un matelot
- Louis Zellas : un machiniste

## À noter
- Outre dans ce film, Françoise Courvoisier est apparue dans une autre production en 1932, Le Triangle de feu d'Edmond T. Gréville et Johannes Guter